# Martin Waïngue Bani

Wappen von Martin Waïngue Bani

Martin Waïngue Bani (* 12. Februar 1963 in Laï, Tschad) ist ein tschadischer Geistlicher und römisch-katholischer Bischof von Doba.

## Leben
Martin Waïngue Bani empfing am 8. Juli 1991 die Priesterweihe für das Bistum Doba.
Papst Franziskus ernannte ihn am 10. Dezember 2016 zum Bischof von Doba. Die Bischofsweihe empfing er am 18. Februar des folgenden Jahres durch Miguel Angel Sebastián Martínez, Bischof von Lai. Mitkonsekratoren waren Edmond Jitangar, Erzbischof von N’Djaména, und Joachim Kouraleyo Tarounga, Bischof von Moundou.